# 超攻合神サーディオン
『超攻合神サーディオン』（ちょうこうがっしんサーディオン）は、アスミックより1992年3月20日に発売されたスーパーファミコン専用ゲームソフト。日本国外では『Xardion』のタイトルで発売された。

## ゲーム内容

### 小ネタ
ゲームデータのセーブ&消去
本作は「ステージクリア」「プレイヤーのライフがなくなる」「何らかの操作でステージエスケープ」で自動的にセーブされる。タイトル画面が見られるのは初回プレイのみ。セーブ後、再び電源を入れるといきなりステージセレクト画面に移る。また、セレクトボタンを押しながら電源を入れるとゲームデータを初期化することができる。また、タイトル画面にスタートメニューが表示されるのは日本国外版のみ。

## 設定

### ストーリー
太古の太陽系第四惑星「火球」では、「超精神」「超科学」「超自然」の三つの文明が、互いの優劣を競って無益な戦いを繰り返していた。しかしその戦いは、あるとき火球の宙域に二つの衛星を伴い「機械化惑星」が「空間転移」してくることで終わりを告げる。後に「空球」「海球」と呼ばれる機械化惑星の衛星が、火球の重力に引かれ連星となったことで火球は凄まじい異常気象に襲われ、その後追い討ちをかけるかのように機械化惑星から襲来した金属生命体の猛攻により、火球の三文明は滅亡の危機にさらされる。
この危機を乗り越えるために三文明は初めて手を結び、各々の有する技術を結集し、7体の「超攻アーマー」（ちょうこうアーマー）「サーディオン」を造りあげる。火球を救うため、サーディオンは機械化惑星へと送り込まれるが、機械化惑星はサーディオン達を残したまま再び空間転移を行い姿を消してしまう。その後、三文明は連星となった三惑星に別れ、太陽系には平和がおとずれた。
それから8000年後、三惑星（旧三文明）が再び争いを繰り返すようになった時代、火球の宙域に一つの惑星が空間転移してくる。「NGC-1611」と命名されたその惑星から8000年前と同様に金属生命体が襲来、三惑星を攻撃し始める。そこで三惑星は各々が継承している技術を結集させ三機の「戦闘デバイス」を開発、これを合体させた三位一体の超攻アーマーによって、制圧された三惑星の奪回とNGC-1611の壊滅を試みる。強力な敵に苦戦を強いられながらも三機はNGC-1611に到達する。しかし、その惑星は8000年前から推測されていたような機械の星ではなく、それ自体が生命活動を行う「生体惑星」だった。惑星内部で戦闘デバイスの一機を失い窮地に立たされたその時、見たこともない戦闘デバイスが出現。残された二機は最後の望みをかけこの戦闘デバイスと合体。次の瞬間そこに現れたのは、三惑星で「白い鉄の巨人」と呼ばれ8000年もの間語り継がれてきた伝説の超攻アーマー、サーディオンだった。そして、サーディオンは圧倒的な戦力でNGC-1611の最深部へと到達、そこで最強の敵生命体と対峙する。その戦いの先にどれほど残酷な結末が待っているのか知る由もなく、サーディオンは最後の戦いを開始する。

### 超攻アーマー
超攻アーマーは太古の火球で開発された究極の兵器「サーディオン」と、それを基に現代の三惑星が造り出した機動兵器のこと。人型以外にもビースト型などのバリエーションが存在している。超攻アーマーの定義は、高い戦闘力を有し、あらゆる敵と戦闘可能であること。何よりもコクピットや動力部などの必要最低限の部位が「戦闘デバイス」と呼ばれる戦闘機へと分離、変形することが可能ということが重要である。また、何機かの「戦闘デバイス」が合体して一機になる場合でもそれは超攻アーマーと呼ばれる。超攻アーマーの大きさは約15 - 20mほど。

### サーディオン
8000年前、旧火球文明のすべての技術を結集し造られた最強の「超攻アーマー」。「白い鉄の巨人」あるいは「伝説の守護神」とも呼ばれる。「超精神」を応用し組成された神経、「超科学」によって構築されたフレーム、「超自然」の法則に基づいた装甲、これらが統合されたサーディオンの性能はあらゆる点で現代の兵器を遥かに凌駕している。パイロットは無く、人工培養されたAIが搭載されている。「NGC-1611」で確認された「戦闘デバイス」は破損したボディの大部分を切り捨て、AIや動力炉などの必要最低限の部位だけを残した形態だと考えられる。復活したばかりのときは本来のボディでないためか全ての力を使用することが出来なかったが、三惑星に残された「サーディオンの秘宝」を手に入れ、力を取り戻した。本体を結晶で覆い、8000年の間、敵惑星内部で眠っていた。「NGC-1611」で最後の戦いが行われてから200年後、一面砂漠のみとなった生体惑星に生えた一本の木に埋もれた姿で発見される。
ビームバルカン
サーディオンの基本武器。上下左右に撃つことが可能。
ハイパービーム
敵を貫通する螺旋状のビームを撃つ。
ライトニング
全身を発光させ敵を焼き尽くす。
スフィア・オン
球状のエネルギー弾を発射する。
アルティメット
サーディオンの最強兵器。特定の障害物を破壊することもできる。

### サラマンダ
火球文明の「超科学」技術によって造られた「ヒューマノイド型超攻アーマー」。「サーディオン」を元にしている部分があり、どんな状況でも安定した戦闘力を発揮するオールラウンダータイプの「超攻アーマー」。右腕のライフルに装備されたプラズマビームやグレネードなどのハイテク兵器による攻撃で戦う。「NGC-1611」の崩壊に巻き込まれ生死不明となる。
バルカン
サラマンダの基本武器。上下左右に撃つことが可能。
アクティブ・プラズマ
一定時間強力なプラズマを発射する。
グレネード
強力な爆薬を発射する。
バリア
前方からの攻撃を防ぐバリアを張る。
リフレクトレーザー
障害物に当たると反射するレーザーを撃つ。

### アルセイデス
「海球」文明の「超精神」技術によって造られた「シャーマン型超攻アーマー」。「マシン・マーシャン」（マシン・シャーマンの誤字と推測される。）とも呼ばれる。敵を石化させたり凍結させるなど「超精神」技術に基づく、魔術的な武器を使用する。搭乗者の腕にも大きく影響されるが基本的な破壊力は最高レベル。サラマンダと同様、「NGC-1611」崩壊の際に生死不明となる。
フィラーショット
アルセイデスの基本武器。強力な衝撃波を放つ。
ブラックフォース
周囲の敵を石化させてダメージを与える。
シルバーフォース
命中した敵を凍結させる弾を発射する。
ブラックホール
敵の飛び道具を吸収する。
ニュートライズバリア
特殊なバリアで全身を覆い一定時間一切のダメージを受けなくなる。

### レオパルド
「空球」文明の「超自然」技術によって作られた四足の「ビースト型超攻アーマー」。他の二機と比較すると攻撃力は若干劣るもののその機体特性から機動力に優れている。ジャンプ力が高く、足場となるものが少ない場所での戦闘も得意とする。炎を主な武器とする。「NGC-1611」内部で噴出した強酸性の胃液からサラマンダとアルセイデスをかばって消滅した。
火炎弾
レオパルドの基本武器。威力はやや低いものの背の低い敵にも命中しやすい。
トーチ
強力な火炎弾を発射する。
スコーチ
全身に火炎を纏って突進する。
インビジブルフレーム
一定時間ダメージを受けなくなる。アルセイデスのニュートライズバリアと同じ効果。
バースト
一定時間チャージ後に放つビーム弾。

### 惑星
旧火球
「超精神」、「超科学」、「超自然」三つの文明が存在していた8000年前の火球。三文明の終わり無き無益な争いの場でもあったが、機械化惑星の襲来によってその争いは終わりを告げた。その際に機械化惑星の二つの衛星と連星になったため、地軸がずれ、気象異常に見舞われた末、惑星の大半が砂漠化した。機械化惑星消失の後、「超精神」と「超自然」の二つの文明は二つの連星へと移住、残った「超科学」文明の星となり、復興される。
海球
「超精神」文明の移住した惑星。その名のとおり大半が水に覆われている海の惑星。「マシン・マーシャン」と呼ばれるアルセイデスの故郷。空球につながる大水柱が存在する。機械生命体の前線基地が築かれてしまった。
空球
「超自然」文明の移住した惑星でレオパルドの故郷。表面は厚い氷に覆われており、惑星内部に人工太陽によって育まれた広大なジャングルが存在する「空洞惑星」である。ジャングルの奥深くにはラフレシアと呼ばれる巨大な花があり、『白い鉄の巨人がよみがえった時喜びの花を咲かせる』という伝説が残っている。惑星を支える巨大地底柱は同時に火球に通じる空球の反対側への最短ルートでもある。
火球
「超科学」文明の住む惑星。優れた科学技術により繁栄を謳歌していたが、機械生命体の襲撃により壊滅状態となってしまったサラマンダの故郷。都市の防衛機能の大半を機械生命体に乗っ取られてしまっている。巨大な軌道エレベーターが存在し、建造中だった宇宙戦艦に接続されている。
クルーザー
再び行われるようになった三文明の争いに決着をつけるべく火球軍が建造した宇宙戦艦。しかし、機械生命体の襲来によって建造中に放棄され、現在では船の機能の大半が機械生命体に乗っ取られており、侵入者は情け容赦無い攻撃にさらされる。NGC-1611への最後の障害。
NGC-1611
8000年前と現代の二度にわたって火球宙域に空間転移してきた謎の惑星。普段は厚い炭酸の雲に覆われておりその正体を知ることは出来ない。この惑星から機械生命体が襲来してくるため、長い間「機械化惑星」と呼ばれてきた。実際には地表には機械化されたものは存在しておらず、一見したところ草木が茂る穏やかな自然が広がっているだけだが、その実、目に見えるもの全て、それこそ草木の一本までが敵生命体の擬態したもの。それどころかこの惑星そのものが一個の生命体で惑星内部はまさに生物の体内の様相を呈している。通常の生命体同様、強酸や強力なクリーチャーなど侵入者を撃退するための機能まで備えている。
元々はこの星も人が住む、豊かな自然と高度な文明の同居する惑星だった。しかし、この星に迫った終わりの時を回避するべく一人の科学者が惑星を生体化させ、惑星規模の生態系を作り出す「ニューフロンティア計画」を開始。その結果惑星は暴走的変化を遂げ始め、生体化そのものは成功したものの人の住むことの出来ない化け物の巣と化してしまった。その後、科学者が「唯一の生き残りである自分の娘を守りあらゆる外敵を駆逐せよ」とロボットたちをプログラムしたことで恐るべき惑星間戦争を引き起こす結果となってしまった。その後サーディオン達により惑星の中枢部が破壊され、崩壊。惑星全体が砂漠となるが、200年後この星を訪れた者達は一面砂漠のみの風景の中にこの星にも生命が蘇っている証、一本の木を発見する。その木にはサーディオンがまるで眠るように埋まっていた。

## キャラクター

### ボスキャラクター
アーム・モール
昆虫と機械を融合させたかのような生命体で海球の前線基地を守っている。非常に頑丈な二本の巨大な腕（脚である可能性もある）が特徴で、それを使って攻撃や防御を行う。頭部が弱点。
スリッケム
一定の形を持たない液状生命体で、海球と空球を結ぶ大水柱に潜んでいる。本体にはそれほど高い戦闘力は無いが、自分の身体から小型の液状生命体を分離誕生させ、攻撃を行う。完全に水柱に溶け込んでいるときにはダメージを与えるすべは無い。
フロリダ
カニに似た姿をした鉱物生命体。空球の地底柱と同化している。巨大なハサミを使った攻撃を行う他、小型の生命体を呼び出すことも可能。目が弱点。開発者がフロリダに渡航中カニが無性に食べたくなったのをきっかけにその名がついた。
アルメス
戦艦の形をした金属生命体。火球からクルーザーに繋がる軌道エレベーターへの道を阻む。強力な火器やその巨体を生かした突進などで攻撃してくる。
鬼の装甲
火球の軌道エレベーターの最上部に陣取っている。サラマンダ達が名称を知っていたことから、敵生命体ではなく軌道エレベーターの防衛用ロボットと推測される。デモシーンのみで戦うことは無いが機体下部には多数の砲塔が装備されていた。自らの砲撃で足場を破壊し転落してしまう。
グラビトン
クルーザーの反重力ジェネレーターに寄生している生命体。ジェネレーターに寄生していたことにサラマンダ達が「こいつ、本当に生物なのか」と言っていたことから、生命体ではなく完全なロボットだとも考えられる。巨大な鉄球や体当たりで攻撃してくる。
トゥルワ・トゥルア
NGC-1611内部に存在する壁顔。部屋の壁に上下六つの人間の顔がついており、非常に醜悪な外見をしている。人面の口から毒液を吐いて攻撃してくる。顔を全て破壊すると本体が出現。こちらは茶色の触手の先に顔がついている。壁の中を移動しながら、エネルギー弾を吐いて攻撃してくる。
巨大ダコ（名称不明）
海球の海底洞窟に潜む生命体。脚の先からエネルギー弾を出して攻撃してくる。倒すと「サーディオンの秘宝」が手に入ることから、秘宝を守るために作られた守護者的な生命体あるいは原生生物が秘宝を取り込み異常進化した姿だと考えられる。
ガーディアン（名称不明）
NGC-1611中枢部に存在するもので詳細不明。エンディングから推定すると科学者の命を受けたロボットだとも、そのロボットにより生み出された人工生命体だとも考えられる。非常に頑丈で、サラマンダとアルセイデスの攻撃ではダメージを与えることは不可能。サーディオンの攻撃でも簡単には倒すことが出来ない。一定以上のダメージを与えると次々と姿を変え、戦闘力を増加させていく。そのたびに身体も巨大化していき、最終的にはサーディオンの3倍近い大きさになる。第5形体が最終形態。

### その他のキャラクター
少女（名称不明）
「NGC-1611」を生体惑星へと変えてしまった科学者の娘で、星が生体化を遂げた時、たった一人奇跡的に生き残った。博士の命を受けたロボット達に守られて一人生き続けたが結局13歳でその生涯を終えた。
ロボット達
「NGC-1611」を生体化させた科学者によって彼の娘を守り続けるようプログラムされた異形の怪物達。少女が死んだ後も彼女を守り続けようとし、その結果、果てしなき惑星間戦争を引き起こしてしまった。

## 音楽
サウンドトラック
『超攻合神サーディオン サウンドトラックCD』のタイトルで、1992年6月3日に東芝EMIのユーメックスレーベルより発売された。全てのゲーム曲をアレンジしたサウンドトラック盤である。
収録曲
1. Opening
2. 基地脱出
3. 海球
4. 氷下のジャングル
5. 大地底柱
6. 火球
7. 軌道エレベーター
8. 宇宙戦艦
9. 機械化惑星NGC-1611
10. ボスキャラとの戦闘
11. 最終決戦
12. Ending
13. サーディオンTVCM用30"15"
14. おまけ（スーパーファミコン・オリジナル音源＋効果音）

## スタッフ
- オリジナル・コンセプト・デザイン：神田善美
- メカニック・デザイン：カトキハジメ、森木靖泰
- 音楽：田中公平
- モンスター・デザイン：佐藤肇
- ゲーム・コンストラクション：はやかわよう
- システム・プログラム：浅川水斗志
- メイン・プログラム：田中衛
- サブ・プログラム：わたなべとものり
- CGデザイン：AKUMA KUN、横浦優、石田充
- 音楽プログラム：佐藤天平
- オール・ディレクター：おかもとひろし
- プロデュース：小川真司
- アシスト：ガイナックス

## 評価
- ゲーム誌『ファミコン通信』の「クロスレビュー」では、5・6・6・4の合計21点（満40点）となっており[4][3]、レビュアーの意見としては「肝心のアクションがもさもさしすぎている。プレーしててちっとも楽しくない」などと評されている[4]。

- ゲーム誌『ファミリーコンピュータMagazine』の読者投票による「ゲーム通信簿」での評価は以下の通りとなっており、20.46点（満30点）となっている[1]。この得点はスーパーファミコン全ソフトの中で165位（323本中、1993年時点）となっている[1]。また、同雑誌1993年8月情報号特別付録の「スーパーファミコンオールカタログ'93」では、「ステージの途中で出てくるリアルタイムのメッセージが臨場感を盛り上げてくれる」と紹介されている[1]。

| 項目 | キャラクタ | 音楽 | 操作性 | 熱中度 | お買得度 | オリジナリティ | 総合  |
| 得点 | 3.71       | 3.46 | 3.54   | 3.46   | 3.03     | 3.26           | 20.46 |

## 関連作品

### 小説版
- 苑崎透著『超攻合神サーディオン』朝日ソノラマ文庫、1992年10月、ISBN 4-257-76613-1。

ゲーム版より8000年前、後に伝説の超攻アーマーとなるサーディオンが製造された時代のストーリー。
突如出現した蒼球（後のNGC-1611）から飛来する敵性鉱物生命を倒すべく、火球に興った機械・精神・自然の三文明が持てる全ての技術を結集し、14体のサーディオンを建造する。
パイロットは各文明圏から選出された優秀な男女一組ペア。彼らには、反撃が間に合わずに火球人類が絶滅した場合に種を存続させる役割もあった。
主役機サーディオンIXの男性パイロットアドルーンと女性ガンナーセレム・アグンウェルはパートナーとして信頼し合いながらも、出身文明の違いから来る互いの価値観の違いに直面し、隔たりを取り除けないままに戦いへと身を投じる。
サーディオンIX
アドルーン（男性パイロット、自然文明出身）
セレム・アグンウェル（女性ガンナー、精神文明出身）
サーディオンXII
リウス（男性ガンナー、精神文明出身）
ラク（女性パイロット、機械文明出身）
サーディオンX
クーンズ（男性ガンナー、機械文明出身）
ルドル（女性パイロット、精神文明出身）
サーディオンVIII
名称不明（女性ガンナー、自然文明出身）
名称不明（男性パイロット、精神文明出身）
サーディオンVII
リューベ（男性ガンナー、機械文明出身）
クシカ（女性パイロット、精神文明出身）
サーディオンIV
シームース（男性ガンナー、出身文明不明
クラレット（女性パイロット、出身文明不明）
サーディオンIII
タクラカ（男性ガンナー、自然文明出身）
マーヤラー（女性パイロット、精神文明出身）
その他は本編中、撃墜か行方不明で記述無し。